# Skautský zákon
Skautský zákon je soustava jednoduchých přikázání, základních praktických pravidel pro život skautů a skautek. Skauti a skautky se k jeho dodržování ve svém životě (tedy nejen v rámci svého skautského působení) dobrovolně zavazují ve skautském slibu. Je formulován jako norma ideálního chování, k němuž se skauti a skautky snaží blížit, a tvoří základní oporu morální výchovy ve skautingu. Spolu se skautským slibem je jedním z prvků skautské výchovné metody.
Obsah skautského zákona je podobný napříč světovými skautskými organizacemi, ale jeho konkrétní znění se (někdy i podstatně) liší. Skautský zákon je modelován podobně jako křesťanské Desatero, avšak na rozdíl od něj je formulováno pozitivně, ne jako souhrn zákazů. Body skautského zákona jsou si navzájem rovnocenné.

## Ve světě
Skautský zákon uvedl na svět zakladatel světového skautingu Robert Baden-Powell ve své knize Scouting for Boys v roce 1908 v těchto devíti bodech:
1. Na skautovu čest je možno se spolehnout.
2. Skaut je loajální.
3. Skautovou povinností je být prospěšný a pomáhat jiným.
4. Skaut je přítelem všech a bratrem každého skauta.
5. Skaut je zdvořilý.
6. Skaut je přítelem zvířat.
7. Skaut poslouchá příkazy.
8. Skaut se usmívá a píská si za každých okolností.
9. Skaut je spořivý.

V roce 1911 přidal na naléhání okolí Baden-Powell ještě desátý, shrnující bod: Skaut je čistý v myšlenkách, slovech i skutcích.
Různé národní organizace si následně adaptovaly a modernizovaly zákon dle svých specifik (např. Boy Scouts of America používají upravené dvanáctibodové znění). Baden-Powellovo desetibodové znění převzaly s malými úpravami i české skautské organizace.

## V Česku
Znění skautského zákona se napříč českými skautskými organizacemi liší většinou jen nepatrně a vycházejí z původního znění, které adaptoval A. B. Svojsík ve své knize Základy junáctví v roce 1912. Skautky používají znění v ženském rodě.
V roce 1948 se skupina komunisticky orientovaných činovníků Junáka v Junáckém manifestu pokusila český skautský zákon zcela přeformulovat v duchu komunistické ideologie, tento návrh (jehož 3. bod například zněl Skaut se účastní socialistického budování) však nikdy nevešel v platnost. Jedinou změnou oproti původnímu znění českého skautského zákona bylo tak po roce 1989 nahrazení archaického slova spořivý v 9. bodu aktuálnějším a obecnějším hospodárný.

### Junák – český skaut
1. Skaut je pravdomluvný.
2. Skaut je věrný a oddaný.
3. Skaut je prospěšný a pomáhá jiným.
4. Skaut je přítelem všech lidí dobré vůle a bratrem každého skauta.
5. Skaut je zdvořilý.
6. Skaut je ochráncem přírody a cenných výtvorů lidských.
7. Skaut je poslušný rodičů, představených a vůdců.
8. Skaut je veselé mysli.
9. Skaut je hospodárný.
10. Skaut je čistý v myšlenkách, slovech i skutcích.

### Svaz skautů a skautek ČR
Oproti znění výše se mění pouze tyto body:
- 1. Skaut je čestný a pravdomluvný.
- 5. Skaut je zdvořilý a ohleduplný.
- 9. Skaut je spořivý.

### Skaut – český skauting ABS
Oproti znění Junáka se mění pouze bod č. 4: Skaut je přítelem všech lidí dobré vůle a bratrem každého skauta a skautky.

### Skauti Evropy
1. Na čest skauta je vždycky spolehnutí.
2. Skaut je věrný své vlasti, rodičům, svým vedoucím a všem, kdo jsou mu svěřeni.
3. Skaut pomáhá svým bližním a doprovází je na cestě k Bohu.
4. Skaut je přítelem všech lidí a bratrem každého skauta.
5. Skaut je zdvořilý a rytířský.
6. Skaut vidí v přírodě Boží dílo, má rád rostliny a zvířata.
7. Skaut poslouchá dobrovolně a nedělá nic napůl.
8. Skaut se dovede ovládat, usmívá se a zpívá si v těžkostech.
9. Skaut je prostý a šetrný, zachází svědomitě i s věcmi druhých.
10. Skaut je čistý v myšlení, slovech i skutcích.[10]